# Susanka Kröger

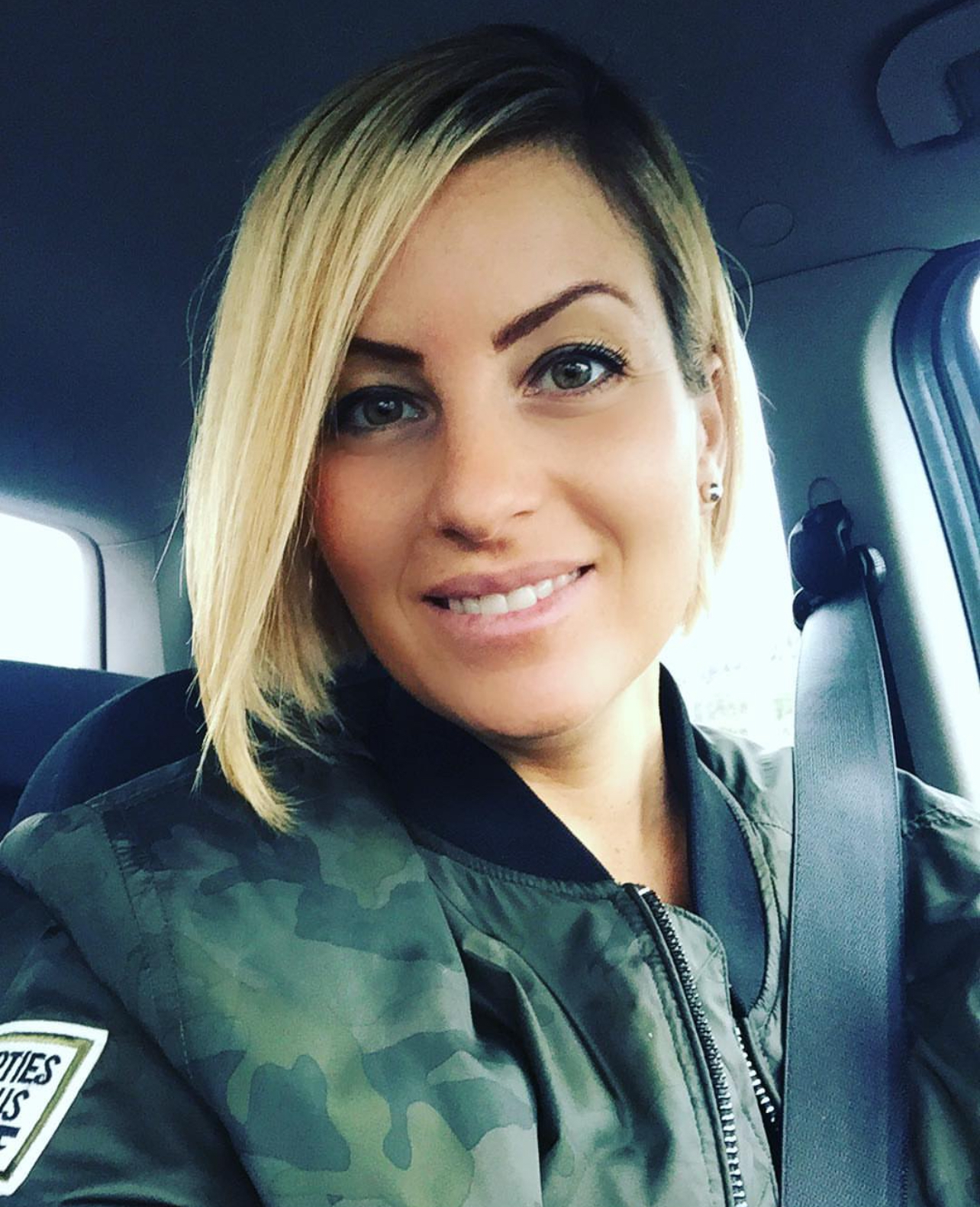
Susanka Kröger (2020)

Susanka Kröger (* 8. September 1980 als Susanne Bersin in Saarbrücken) ist eine deutsch-tschechische Radiomoderatorin.

## Leben
2011 schloss Kröger an der Universität des Saarlandes das Studium der Informationswissenschaften sowie das der Anglistik und Amerikanistik mit dem Magister ab. In den Jahren 2011 und 2017 wurde sie Mutter von Söhnen.
Susanka Kröger lebt seit 2025 wieder in Stuttgart.

## Radiokarriere
Zwischen 2002 und 2008 moderierte Kröger für den Saarländischen Rundfunk die Morningshow "Die Schöne und das Freak" auf 103.7 Unserding sowie diverse Sendungen für SR 1 Europawelle.
Im Anschluss war sie, neben Hans Blomberg, der weibliche Host der Morningshow Susanka und der Morgenhans auf bigFM.
Nachfolgend moderierte sie als Frontfrau weiterhin die bigFM Morningshow, u. a.Susanka und ihr Pocher, neben Oliver Pocher.
Ab 2016 präsentierte Susanka auf YOU FM die Show Der schöne Nachmittag mit Susanka – von halb zwei bis frei. Danach war sie Frontfrau der YOU-FM-Morningshow Susanka und ihr Nick – die beste Morningshow der Welt.
Seit 2025 moderiert Susanka die Samstagssendung bei Hitradio antenne 1. Außerdem ist sie Moderatorin beim DAB+ Sender 90s90s  und präsentiert ihre eigene Personality Show auf Radio Nordseewelle.

## Online Coaching
Susanka gründete 2023 ihr Unternehmen SKANDICoachings (SKANDI steht dabei für „SusanKa AND I“) und die damit verbundene RADIOSCHULE. Sie coacht online Menschen in Radiomoderation- und Redaktion. Außerdem ist sie Mentorin für Sprechen & Auftreten für Fach- und Führungskräfte und trainiert diese für Auftritte vor Publikum.

## Moderationen
2010 bundesweite Radiosendung zum ersten Deutschen Radiopreis in Hamburg.
2012 bundesweite Radiosendung zum dritten Deutschen Radiopreis in Hamburg.

## Bühne und TV
Susanka moderierte die TV-Sendung "Straßenspaß" beim Hessischen Rundfunk. Darüber hinaus ist sie erfahrene Bühnenmoderatorin (u. a. ARD Media, VfB Stuttgart, Henkell, Sami Khedira Stiftung, WGV-Versicherungen, Initiative für Integration u. v. m.).

## Nominierungen
2016 Deutscher Radiopreis Beste Deutsche Radiomoderatorin.
2019 Deutscher Radiopreis Beste Deutsche Radiomoderatorin.
2022 BLM Publikumspreis Der neue Samstag mit Susanka.
2022 BLM Hörfunkpreis Beste Moderation.